# Montmajor
Montmajor ist ein Ort und eine Gemeinde (municipi) mit 472 Einwohnern (Stand: 2024) in der Comarca Berguedà in der Provinz Barcelona in der Autonomen Region Katalonien. Neben dem Hauptort Montmajor besteht die Gemeinde aus den Ortschaften Correà, Gargallà, El Pujol de Planès, Sant Feliu de Lluelles und Sorba sowie den Enklaven Catllarí, Comesposades und Valielles. 

## Lage
Montmajor liegt in einer Höhe von etwa 755 m in den südlichen Ausläufern der Pyrenäen in der Comarca Berguedà im Norden Kataloniens.

## Bevölkerungsentwicklung
| Jahr      | 1960 | 1970 | 1981 | 1991 | 2001 | 2011 | 2021 |
| Einwohner | 730  | 756  | 739  | 494  | 466  | 470  | 469  |

## Sehenswürdigkeiten
- Burgruine von Montmajor
- Burgreste von Querol
- Stephanuskirche in El Pujol de Planes
- Martinskirche in Correa
- Marienkirche in Sorba
- Michaeliskapelle in Sorba
- Jakobuskapelle

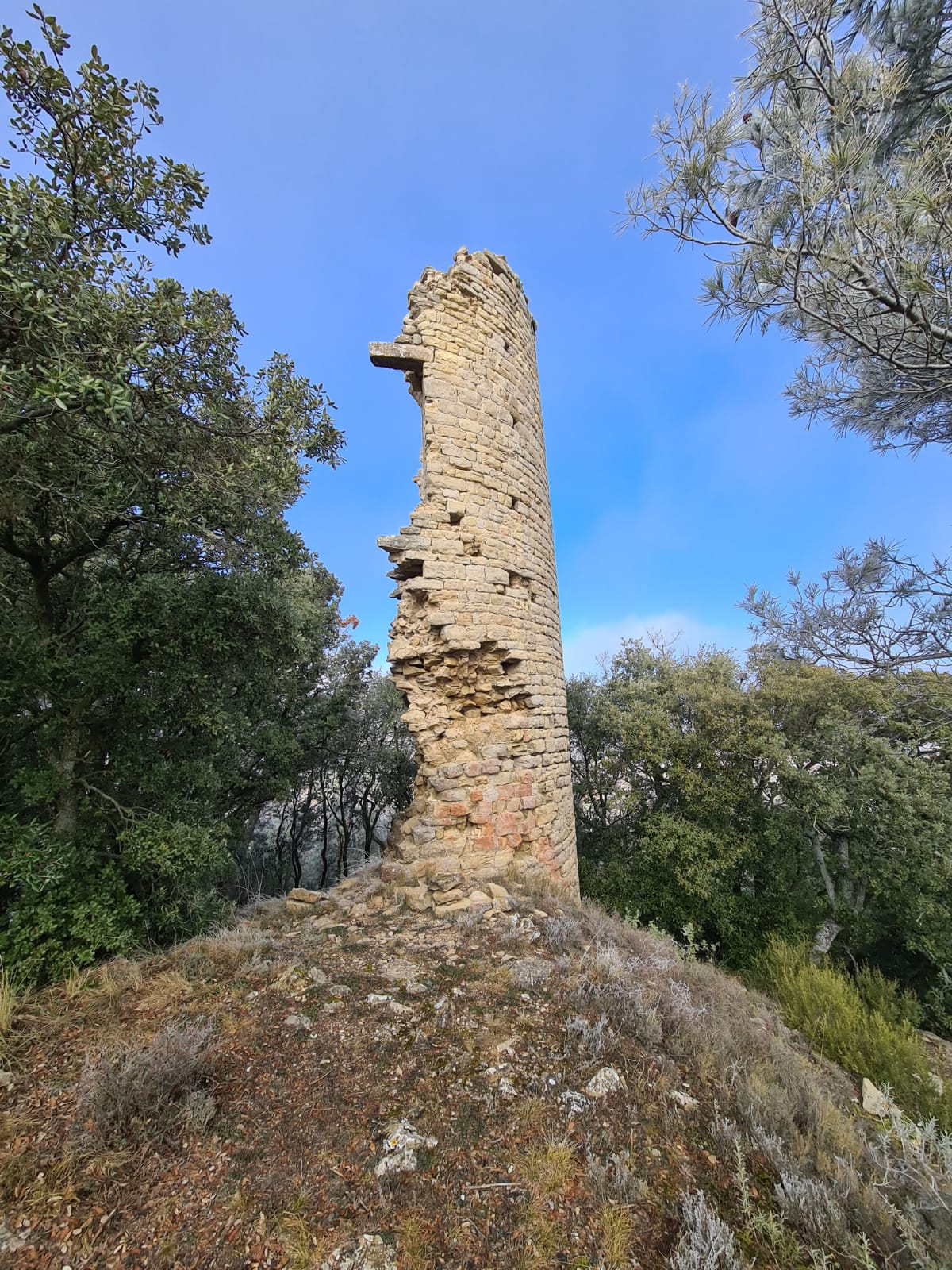
Burgrest von Montmajor
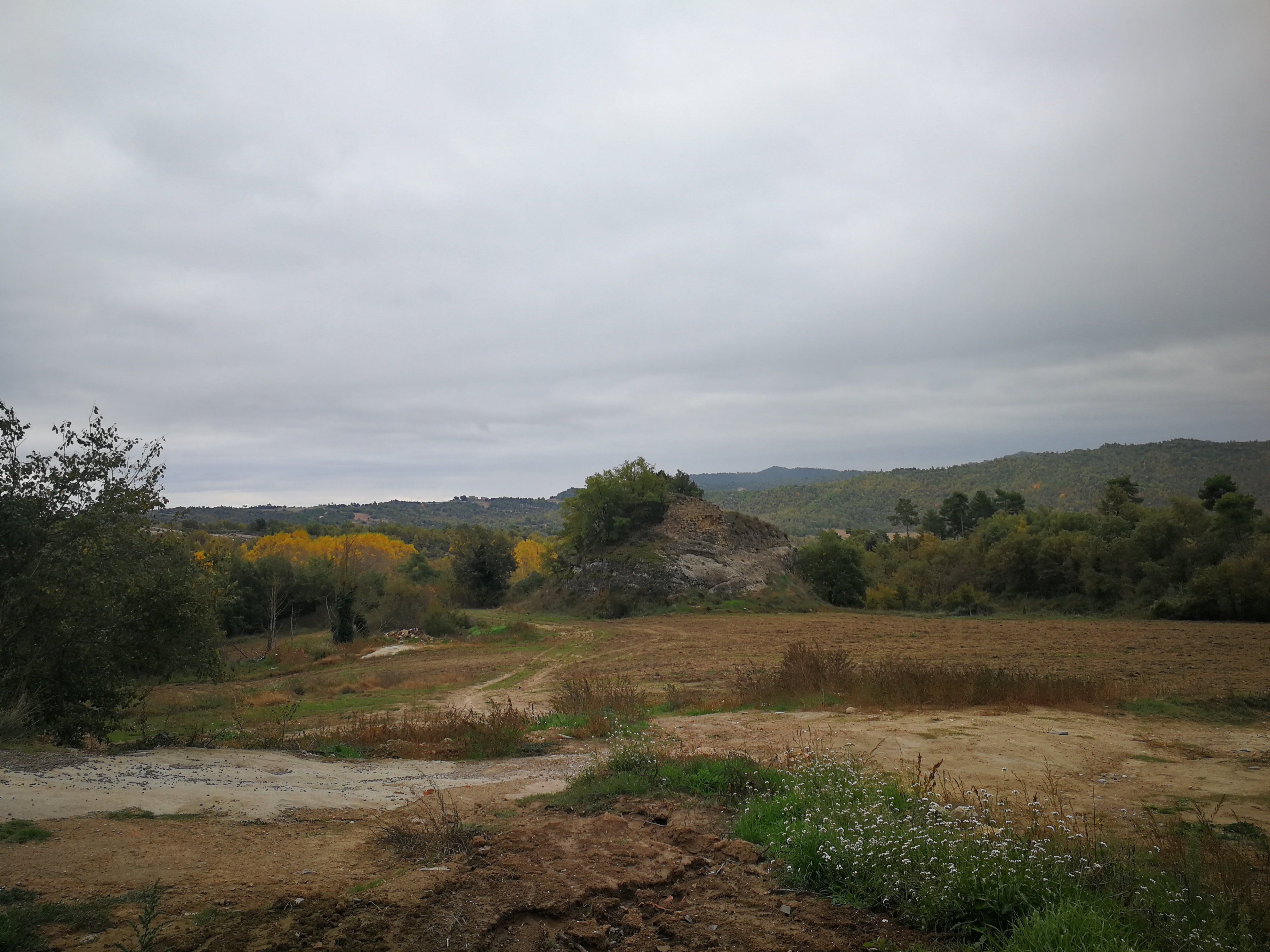
Burgreste von Querol
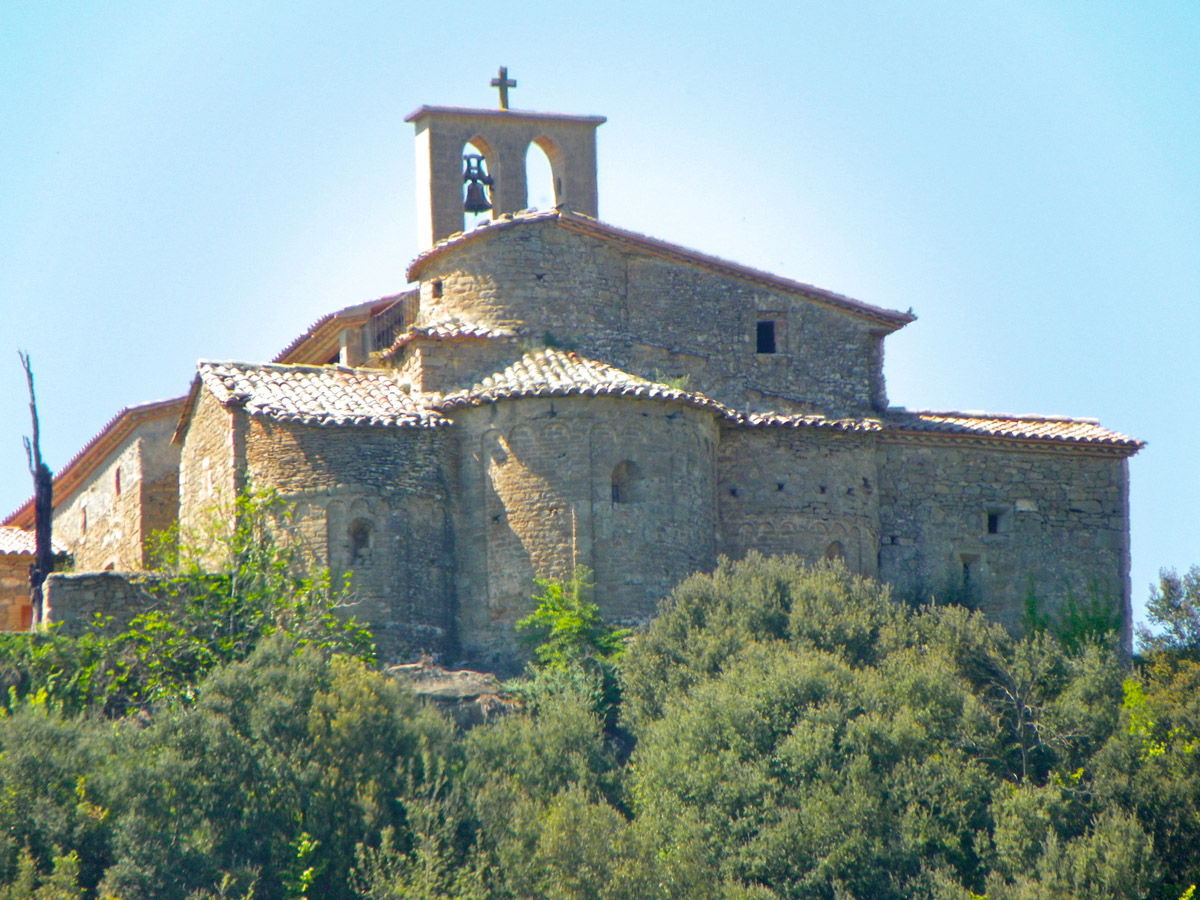
Stephanuskirche
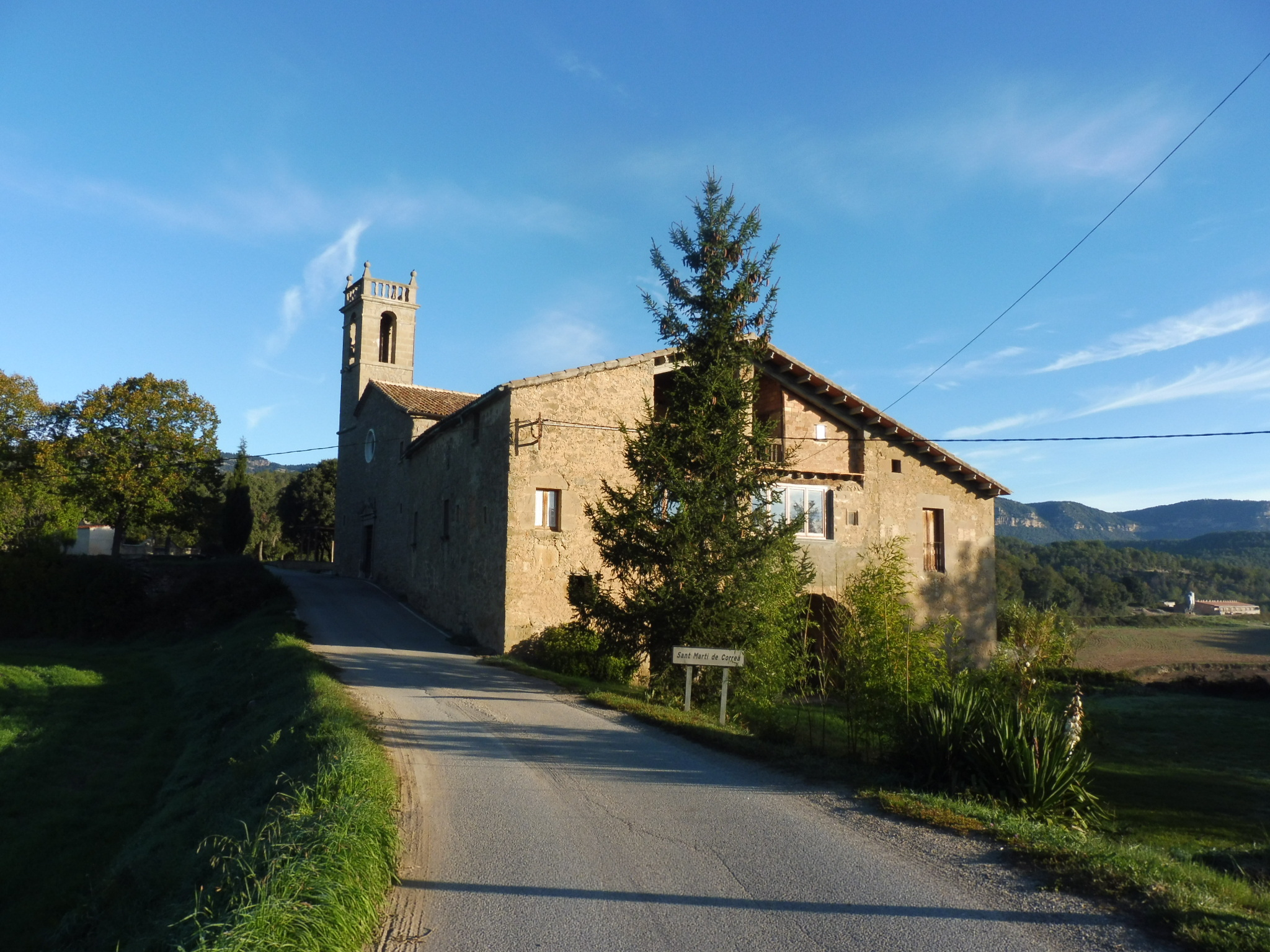
Martinskirche
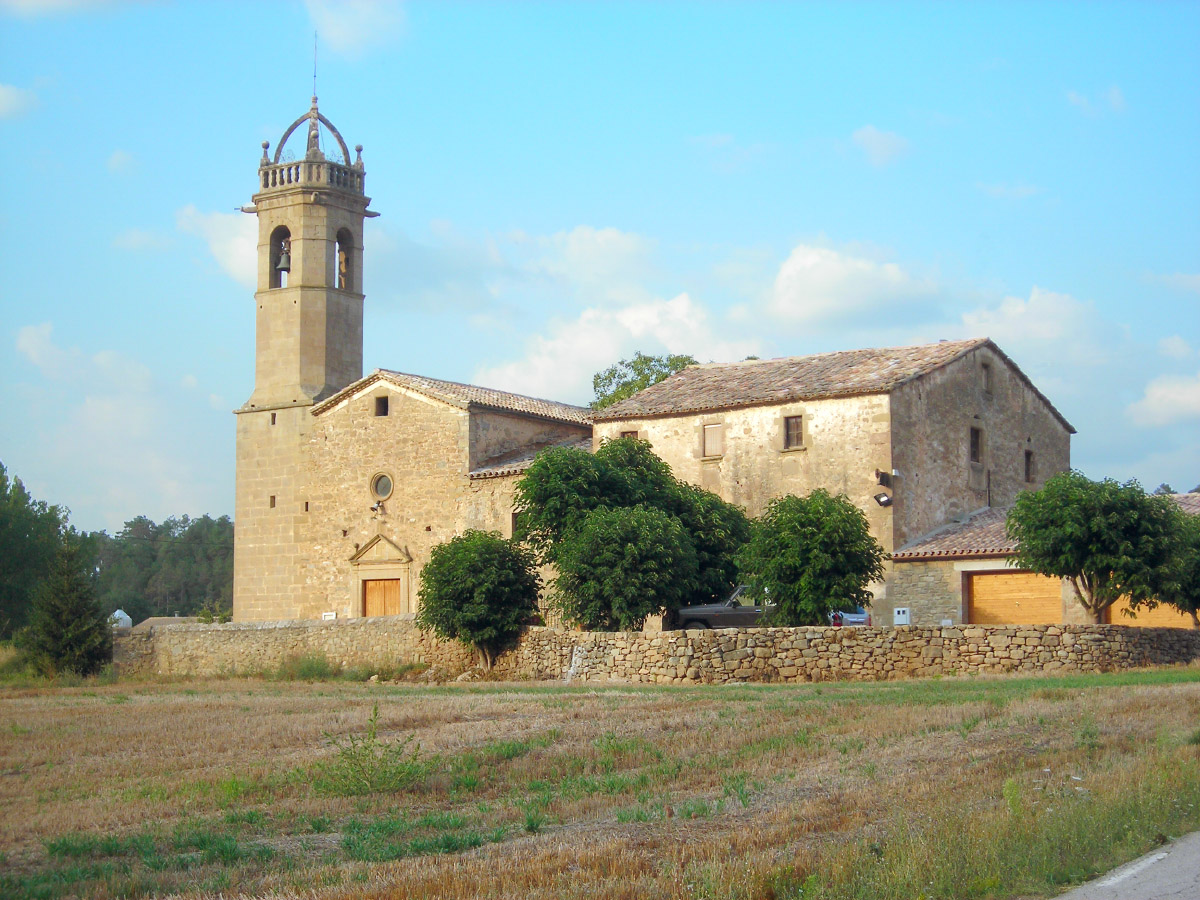
Marienkirche
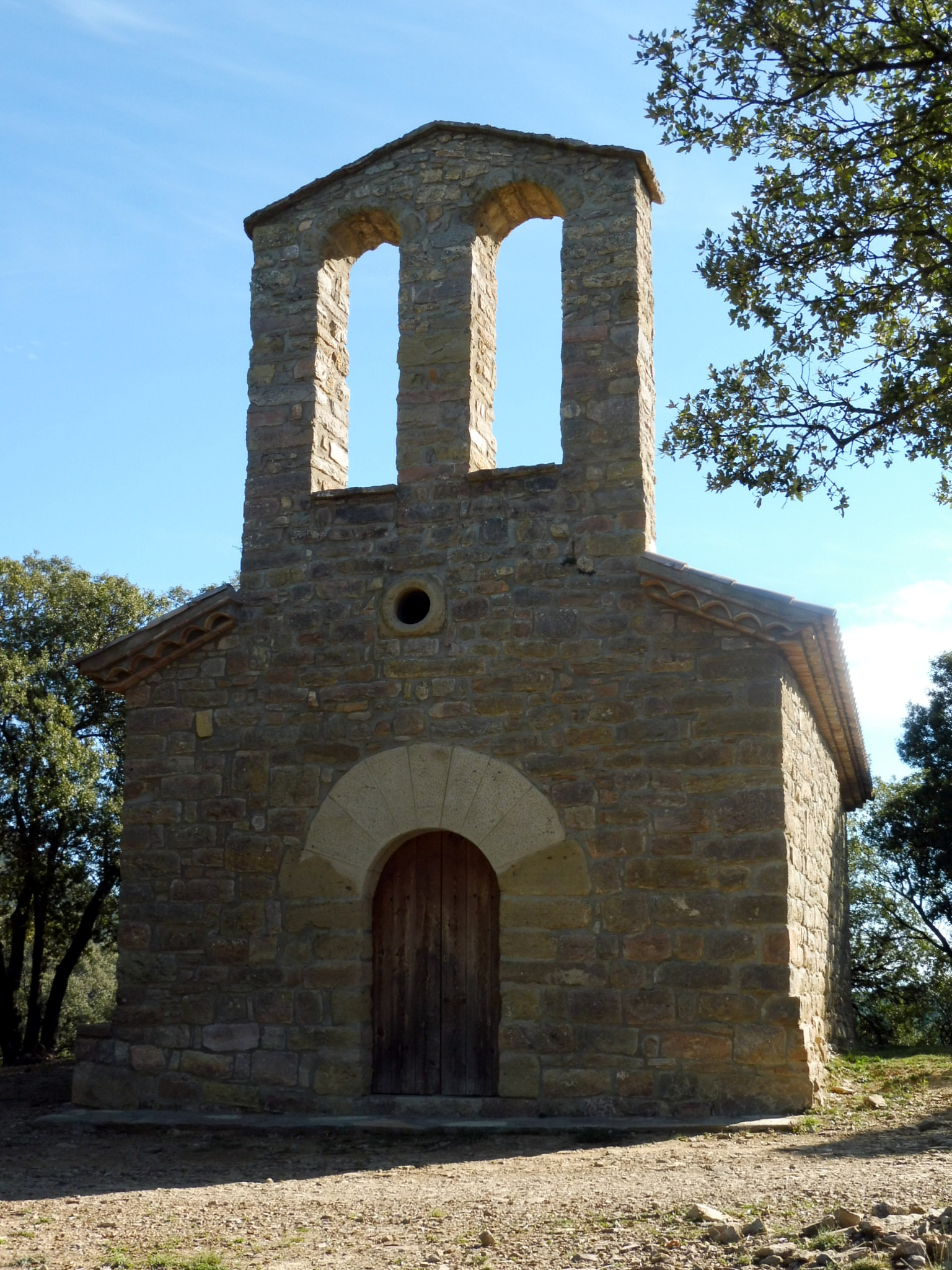
Jakobuskapelle
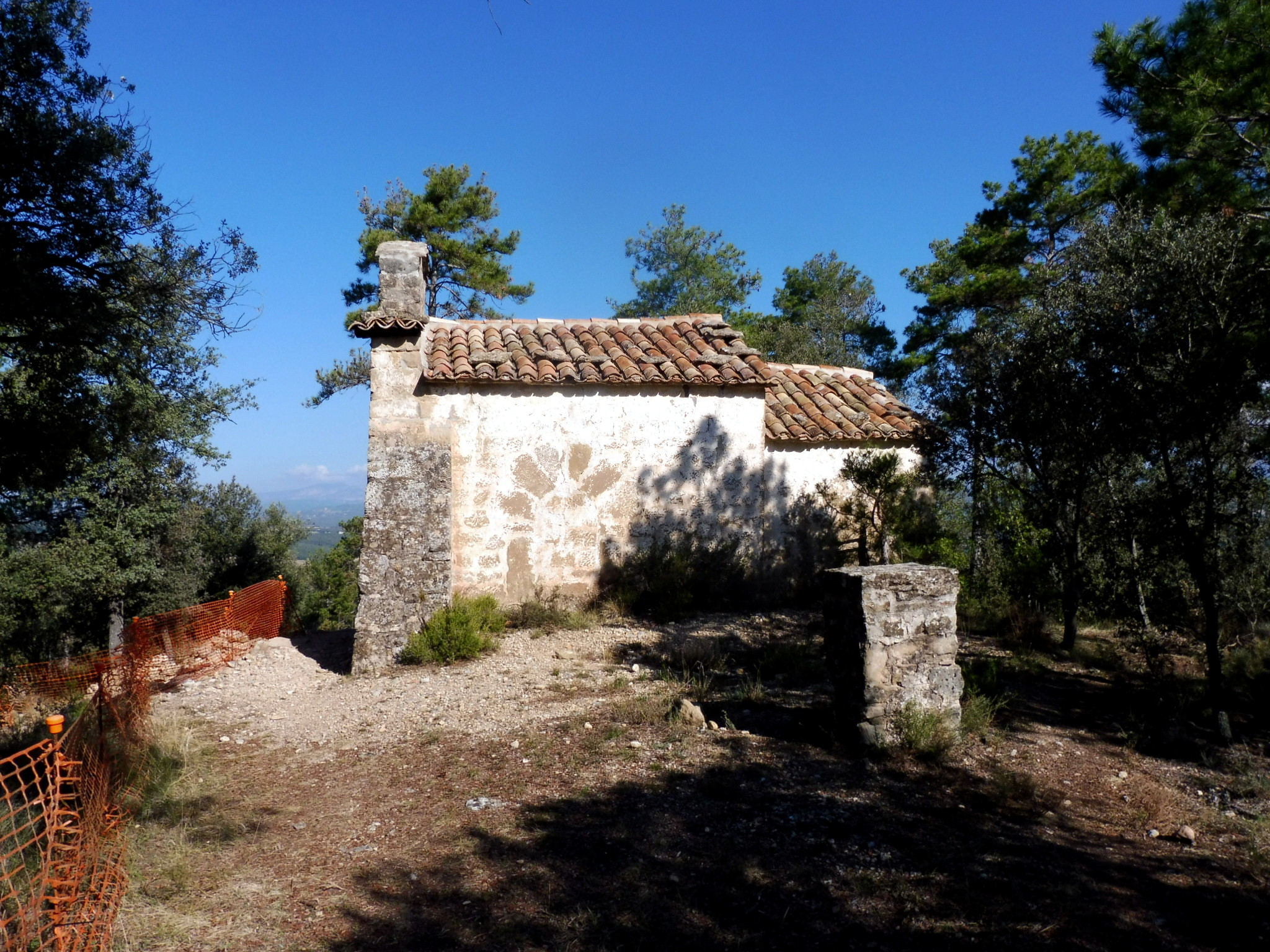
Michaeliskapelle
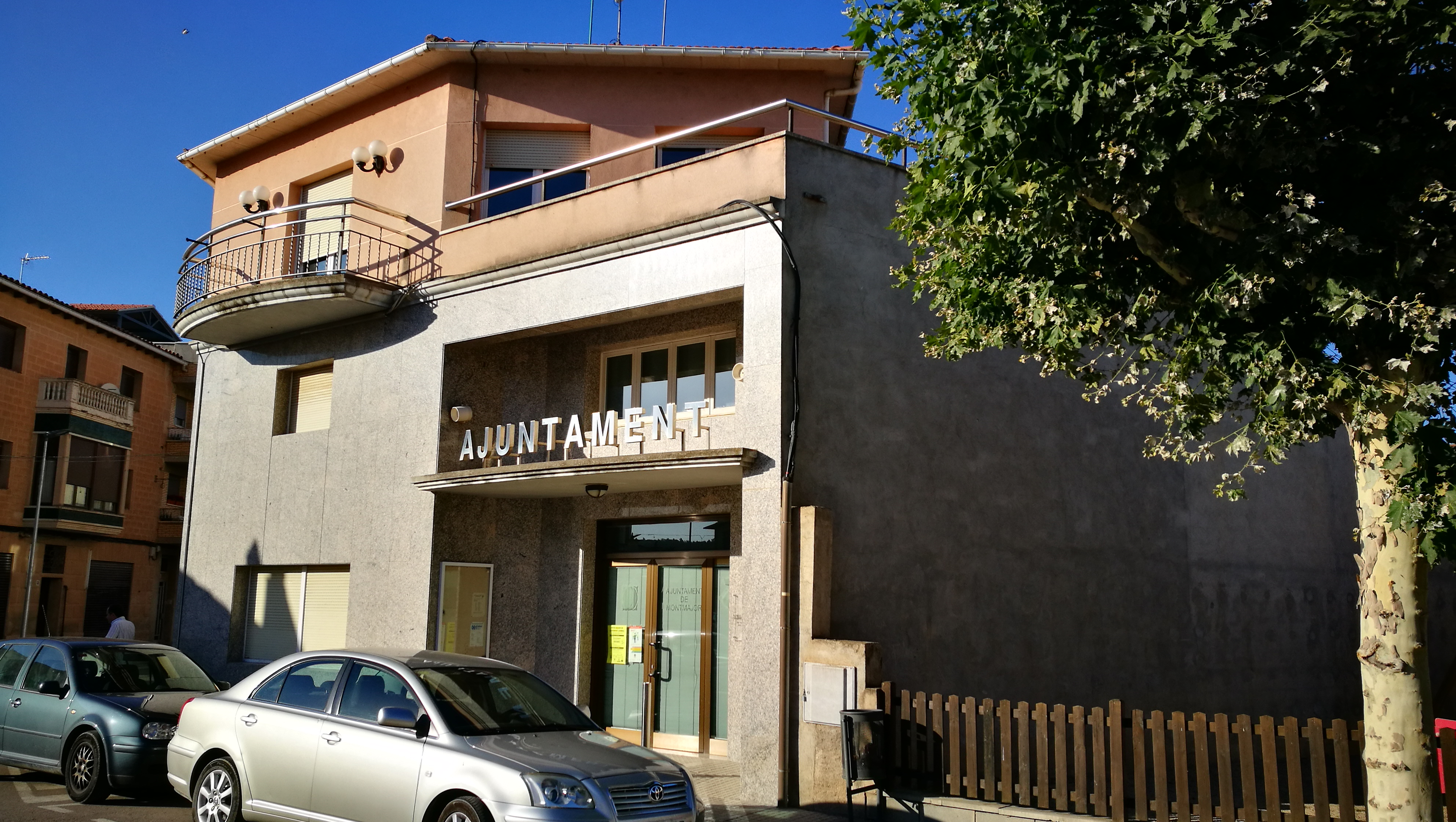
Rathaus